# Pacific Nations Cup 2018
La Pacific Nations Cup de 2018 fue la 13.ª edición del torneo de selecciones de rugby que organiza la World Rugby.
En una primera instancia se anunció la ausencia de Samoa y la invitación de dos selecciones europeas (Georgia y Rumania). Tiempo después, se redefinió el cuadrangular con la baja de Rumania y el ingreso de Samoa. La selección de Fiyi obtuvo el torneo tras ganar sus dos partidos consiguiendo así su quinto título.

## Equipos participantes
- Selección de rugby de Fiyi (Flying Fijians)
- Selección de rugby de Georgia (Los Lelos)
- Selección de rugby de Samoa (Manu Samoa)
- Selección de rugby de Tonga (ʻIkale Tahi)

## Posiciones
| Pos. | Equipo  | Encuentros | Encuentros | Encuentros | Encuentros | Tantos  | Tantos    | Tantos     | Puntos Bonus | Puntos Totales |
| Pos. | Equipo  | jugados    | ganados    | empatados  | perdidos   | a favor | en contra | diferencia | Puntos Bonus | Puntos Totales |
| ---- | ------- | ---------- | ---------- | ---------- | ---------- | ------- | --------- | ---------- | ------------ | -------------- |
| 1    | Fiyi    | 2          | 2          | 0          | 0          | 61      | 37        | + 24       | 2            | 10             |
| 2    | Tonga   | 2          | 1          | 0          | 1          | 43      | 34        | + 9        | 1            | 5              |
| 3    | Georgia | 2          | 1          | 0          | 1          | 31      | 52        | - 21       | 0            | 4              |
| 4    | Samoa   | 2          | 0          | 0          | 2          | 40      | 52        | - 12       | 1            | 1              |

Nota: Se otorgan 4 puntos al equipo que gane un partido y 2 al que empate
Puntos Bonus: 1 punto por convertir 4 tries o más en un partido y 1 al equipo que pierda por no más de 7 tantos de diferencia
|  | Campeón |

## Resultados

### Primera fecha
| 9 de junio 13:00 | Tonga | 15 - 16 | Georgia | Estadio Nacional, Suva, Fiyi |                              |
|                  |       | Reporte |         | Asistencia: 675 espectadores | Asistencia: 675 espectadores |

| 9 de junio 15:30 | Fiyi | 24 - 22 | Samoa | Estadio Nacional, Suva, Fiyi |  |
|                  |      | Reporte |       |                              |  |

### Segunda fecha
| 16 de junio 13:00 | Tonga | 28 - 18 | Samoa | Estadio Nacional, Suva, Fiyi |                              |
|                   |       | Reporte |       | Asistencia: 295 espectadores | Asistencia: 295 espectadores |

| 16 de junio 15:30 | Fiyi | 37 - 15 | Georgia | Estadio Nacional, Suva, Fiyi  |                               |
|                   |      | Reporte |         | Asistencia: 2457 espectadores | Asistencia: 2457 espectadores |

| Bandera de Fiyi |
| Campeón Fiyi    |
| Quinto título   |